# Danny Sugerman
Daniel Stephen Sugerman (Los Ángeles, 11 de octubre de 1954-Los Ángeles, 5 de enero de 2005) fue el segundo mánager de la banda de rock de Los Ángeles, The Doors. Escribió varios libros sobre The Doors y su cantante Jim Morrison, entre ellos No One Here Gets Out Alive (en coautoría con Jerry Hopkins) y la autobiografía Wonderland Avenue: Tales of Glamour and Excess.

## Primeros años de vida
Sugerman creció en Beverly Hills. Los vecinos de su familia eran Fred Astaire, Steve McQueen y Raquel Welch. A los once años, sus padres, judíos estadounidenses, se divorciaron y su madre Harriet mudó a Sugerman y sus hermanos a Westchester (Los Ángeles), donde vivió con un abogado de patentes que era un severo disciplinario. Asistió a la escuela secundaria Westchester en Los Ángeles, donde escribió regularmente artículos sobre The Doors en el periódico estudiantil. Asistió a un campamento de verano cerca de Lakeshore City, California, con Todd Fisher, Steven Crane Jr. y los hijos del golfista Ken Venturi y Don Knotts. Se graduó de Westchester High School en 1972.

## Carrera
Comenzó a trabajar con The Doors cuando tenía 12 años, respondiendo el correo de sus fanes. A los 17 años reemplazó al mánager original de los Doors, Bill Siddons, luego de la muerte de Morrison en julio de 1971.
Más tarde se hizo cargo de la carrera en solitario de Ray Manzarek y de su primer álbum. También fue el mánager de Iggy Pop durante un tiempo y produjo su canción «Repo Man», antes de que ambos terminaran en hospitales psiquiátricos sufriendo adicción a las drogas y al alcohol. Fue durante esta época que también fue mánager de la banda de glam/punk de Los Ángeles, The Joneses, cuyo fundador y cantante principal, Jeff Drake, les suministraba heroína de alta calidad.También escribió Appetite For Destruction: The Days of Guns N' Roses en 1991.

## Vida personal
Durante un breve período en la década de 1980, salió con la actriz Mackenzie Phillips. En 1993, se casó con Fawn Hall, quien había sido una de las principales responsables del caso Irán-Contra. Permanecieron casados hasta la muerte de él. Conocieron brevemente al cofundador de MP3.com, Rod Underhill, mientras Hall trabajaba allí. Underhill declaró más tarde: «Sugerman era muy interesante. Parecía haberse esforzado por parecerse visualmente a Jim Morrison. El mismo corte de pelo, la misma ropa. El parecido era asombroso». Habló sobre su idolatría de Morrison en detalle en su libro autobiográfico Wonderland Avenue: Tales of Glamour and Excess.
En Wonderland Avenue: Tales of Glamour and Excess, entró en detalles sobre su adicción a la heroína y su relación con los traficantes de drogas. En un momento dado, encontró consuelo en el budismo, aunque no mencionó su interés en sus memorias. Termina con un capítulo de dos páginas que recuerda al lector de los consumidores de drogas cuyo comportamiento describió en capítulos anteriores, y dice que a partir de 1988 todos están muertos, encarcelados o, en el caso de una persona, cumpliendo su tercera condena en «un centro residencial de recuperación de adictos».

## Muerte
Murió el 5 de enero de 2005, en Los Ángeles, de cáncer de pulmón.

## Libros
- No One Here Gets Out Alive (1980, con Jerry Hopkins)
- The Doors, the Illustrated History (1983)
- Wonderland Avenue: Tales of Glamour and Excess (1989)
- Appetite for Destruction: The Days of Guns N' Roses (1991)